# Anatoma maxima
Anatoma maxima is een slakkensoort uit de familie van de Anatomidae. De wetenschappelijke naam van de soort is voor het eerst geldig gepubliceerd in 1908 door Schepman.